# آيت بردين (أم ربيع)
آيت بردين هي إحدى مشيخات المملكة المغربية، تتبع جغرافيا لإقليم خنيفرة وإداريًا لأم ربيع. يقدر عدد سكانها بـ 1893 نسمة حسب الإحصاء الرسمي للسكان والسكنى لسنة 2004.